# Pitekojtjärnen
Pitekojtjärnen är en sjö i Jokkmokks kommun i Lappland och ingår i Luleälvens huvudavrinningsområde. Pitekojtjärnen ligger i Görjeån Natura 2000-område. Sjöns area är 0,02 kvadratkilometer och den befinner sig 394 meter över havet.